# Francisco Seiko Okama
Francisco Seiko Okama (São Carlos, 2 de maio de 1947 – São Paulo, 15 de março de 1973)  foi um militante político brasileiro, integrante da Ação Libertadora Nacional (ALN), morto após a prisão feita por policiais do Destacamento de Operações de Informação e Centro de Operações de Defesa Interna (DOI-CODI) durante a Ditadura Militar Brasileira.
Francisco, que também era conhecido pelo codinome "Baiano", foi supostamente morto na Penha, bairro da zona leste de São Paulo, junto com Arnaldo Cardoso Rocha e Francisco Emanuel Penteado, também membros da ALN.
Devido às circunstâncias da sua morte, a Comissão Nacional da Verdade concluiu que Francisco foi morto em decorrência de ações perpetradas por agentes do Estado Brasileiro. Por tal afirmação, Francisco é considerado uma das 434 vítimas da ditadura militar brasileira.

## Biografia
Nasceu em 2 de maio de 1947, na cidade de São Carlos, no interior de São Paulo. Filho de Masahares Okama e Yocico Okama. Aos 25 anos, trabalhava como operário metalúrgico em sua cidade-natal antes de se mudar para São Paulo e começar a militar pela ALN.

## Envolvimento com assassinato
No dia 14 de junho de 1972, agentes do DOI-CODI encontraram 4 integrantes da guerrilha de esquerda Ação Libertadora Nacional (ALN) no restaurante Varela, no bairro paulistano da Mooca. Na tentativa de enquadramento, houve tiroteio. Dos envolvidos, 3 membros da guerrilha morreram e um fugiu. A comandância da ALN atribuiu ao dono do estabelecimento, o português Manoel Henrique de Oliveira, como responsável pela delação que revelou ao DOI-CODI a presença dos guerrilheiros no restaurante. No dia 21 de fevereiro de 1973, Manoel é metralhado na frente do restaurante.
Devido às circunstâncias, a polícia atribuiu o assassinato ao comando "Aurora Maria do Nascimento Furtado", ramo de ação da ALN. O comando de guerrilha estava composta por 4 integrantes: Arnaldo Cardoso Rocha, Francisco Emanuel Penteado, Francisco Seiko Okama e Ronaldo Mouth Queiroz .

## Morte
No dia 15 de março de 1973, Francisco foi, supostamente, morto no confronto com policiais do DOI-CODI durante uma emboscada na Rua Caquito, mais especificamente no número 247, do bairro da Penha (Zona Leste de São Paulo). Na ação, também morreram dois dos seus colegas de guerrilha: Arnaldo Cardoso Rocha, mineiro, de 23 anos, e Francisco Emanuel Penteado, paulista, de 20 anos. Segundo a versão inicial divulgada pela imprensa, os três morreram no conflito após reagirem à voz de prisão dada pela polícia. A versão também é a mesma nos laudos necroscópicos feitos pelos médicos legistas Isaac Abramovitc e Orlando Brandão.

## Controvérsia da Morte
Nos últimos anos, com as investigações das mortes no período da Ditadura Militar, surgiram controvérsias sobre o falecimento de Francisco. Com base no depoimento de outras testemunhas, como o do professor Amilcar Baiardi, que estava preso no DOI-Codi na época, foi possível reconhecer que Okama sofreu tortura e foi morto por policiais na base do DOI-Codi, contrariando as versões iniciais.
Nesse depoimento, o professor revela que 3 jovens, entre eles um com rasgos asiáticos, foram jogados à sorte na quadra do DOI-CODI. Pela maneira que os corpos estavam reagindo no chão, o professor entendeu que estavam "moribundos", uma circunstância que reforçava o laudo que demonstrava sinais de tortura nos corpos. Tal depoimento fez com que a Comissão Nacional da Verdade entendesse que os guerrilheiros não foram mortos na Penha e sim presos para interrogatório e, consequentemente, executados na base do DOI-CODI.
O ex-escrivão de polícia Manoel Aurélio Lopes, em audiência convocada pela Comissão Nacional da Verdade, descreve o episódio que resultou na morte dos três militantes como "nebuloso" e confirmou a imprecisão das equipes de investigação na época e no laudo dos falecimentos.
Manoel admitiu ter havido torturas no DOPS/SP e no DOI-CODI no período em que atuava. A CNV apresentou também um laudo pericial desconstruindo totalmente a versão oficial da morte em um suposto tiroteio.
O corpo de Francisco Seiko Okama foi entregue aos familiares em um caixão lacrado, com ordem expressa para não ser aberto.
Diante as investigações realizadas pela Comissão Nacional da Verdade, foi concluido que Francisco Seiko Okama morreu em decorrência de ação perpetrada por agentes do Estado Brasileiro.